# Yseult
Yseult Marie Onguenet (izø ɔ̃ɡne, * 19. August 1994 in Tergnier) ist ein französisches Model und Singer-Songwriterin.

## Leben

### Jugend
Yseult Onguenet wurde in Tergnier im Département Aisne als Tochter kamerunischer Einwanderer geboren. Bereits in jungen Jahren erkannte sie ihr musikalisches Talent, aber ihr Vater ließ sie nicht Musik machen. Er erreichte jedoch das Gegenteil. Stattdessen schwänzte sie die Schule um bei Nouvelle Star, der französischen Version von Pop Idol mitzumachen.

### Musikkarriere
Im Februar 2014 nahm sie an der 10. Staffel von Nouvelle Star und trat im Finale gegen Mathieu Saikaly an, die die Staffel gewann. Auch wenn sie nur zweite wurde, bekam sie einen Vertrag bei Polydor Records. Als Künstlernamen beschränkte sie sich auf ihren Vornamen. Ihr Debütalbum entstand mit Emmanuel da Silva. Ihre Debütsingle wurde La Vague. Das dazugehörige Musikvideo erreichte 1 Million Views auf der Plattform Vevo.
Ihr selbstbetiteltes Album erschien am 5. Januar 2015 und erreichte Platz 69 der französischen Albumcharts, verkaufte aber nur etwa 5.000 Exemplare. Dieses kommerziell schlechte Ergebnis enttäuschte sowohl Yseult als auch ihre Plattenfirma und sie beschloss als Independentkünstler weiterzumachen. Ihre letzte Single für Polydor war eine Coverversion von Heart of Glass von Blondie.
2018 gründete sie mit YYY ihr eigenes Musiklabel und zog nach Brüssel in Belgien. Sie veröffentlichte bislang drei EPs. 2024 gelang ihr zusammen mit Sevdaliza und Pabllo Vittar mit dem Song Alibi ein internationaler Hit.
Am 11. August 2024 trat Yseult Onguenet mit dem Song "My Way" bei der Schlussfeier der Olympischen Sommerspiele in Paris auf.

### Modelkarriere
Im Anschluss startete sie eine Modelkarriere und begann 2018 bei ASOS, wo sie in diversen Katalogen und Werbespots auftrat. Außerdem kam sie auf das Cover der Modezeitschrift Antidote. 2021 wurde sie internationale Markenbotschafterin für L’Oréal Paris.

## Diskografie

### Alben
| Jahr | Titel                  | Höchstplatzierung, Gesamtwochen, AuszeichnungChartsChartplatzierungen (Jahr, Titel, Platzierungen, Wochen, Auszeichnungen, Anmerkungen) | Anmerkungen                          |
| Jahr | Titel                  | FR | Anmerkungen                          |
| ---- | ---------------------- | --- | ------------------------------------ |
| 2015 | Yseult Polydor Records | FR69 (5 Wo.)FR | Erstveröffentlichung: 5. Januar 2015 |

Weitere Alben
- 2024: Mental

### EPs
| Jahr | Titel    | Höchstplatzierung, Gesamtwochen, AuszeichnungChartsChartplatzierungen (Jahr, Titel, Platzierungen, Wochen, Auszeichnungen, Anmerkungen) | Anmerkungen                             |
| Jahr | Titel    | FR | Anmerkungen                             |
| ---- | -------- | --- | --------------------------------------- |
| 2020 | Brut YYY | FR106 (1 Wo.)FR | Erstveröffentlichung: 20. November 2020 |

Weitere EPs
- 2019: Rouge
- 2019: Noir

### Singles
| Jahr | Titel Album                    | Höchstplatzierung, Gesamtwochen, AuszeichnungChartsChartplatzierungen (Jahr, Titel, Album, Platzierungen, Wochen, Auszeichnungen, Anmerkungen) | Anmerkungen                             |
| Jahr | Titel Album                    | FR | Anmerkungen                             |
| ---- | ------------------------------ | --- | --------------------------------------- |
| 2014 | La Vague Yseult                | FR104 (6 Wo.)FR | Erstveröffentlichung: 26. Mai 2014      |
| 2014 | J’aime quand tu me mens Yseult | FR183 (1 Wo.)FR |                                         |
| 2019 | Corps Noir                     | FR84 Diamant · (10 Wo.)FR | Erstveröffentlichung: 18. Dezember 2019 |
| 2022 | Indélébile Brut                | FR141 Platin · (1 Wo.)FR | Erstveröffentlichung: 16. November 2022 |

### Singles als Gastmusikerin
| Jahr | Titel Album                | Höchstplatzierung, Gesamtwochen, AuszeichnungChartplatzierungen (Jahr, Titel, Album, Platzierungen, Wochen, Auszeichnungen, Anmerkungen) | Höchstplatzierung, Gesamtwochen, AuszeichnungChartplatzierungen (Jahr, Titel, Album, Platzierungen, Wochen, Auszeichnungen, Anmerkungen) | Höchstplatzierung, Gesamtwochen, AuszeichnungChartplatzierungen (Jahr, Titel, Album, Platzierungen, Wochen, Auszeichnungen, Anmerkungen) | Höchstplatzierung, Gesamtwochen, AuszeichnungChartplatzierungen (Jahr, Titel, Album, Platzierungen, Wochen, Auszeichnungen, Anmerkungen) | Höchstplatzierung, Gesamtwochen, AuszeichnungChartplatzierungen (Jahr, Titel, Album, Platzierungen, Wochen, Auszeichnungen, Anmerkungen) | Höchstplatzierung, Gesamtwochen, AuszeichnungChartplatzierungen (Jahr, Titel, Album, Platzierungen, Wochen, Auszeichnungen, Anmerkungen) | Anmerkungen                                                       |
| Jahr | Titel Album                | FR | DE | AT | CH | UK | US | Anmerkungen                                                       |
| --- | -------------------------- | --- | --- | --- | --- | --- | --- | ----------------------------------------------------------------- |
| 2024 | Alibi –                    | FR9 Diamant · (41 Wo.)FR | DE20 (17 Wo.)DE | AT14 (11 Wo.)AT | CH3 (24 Wo.)CH | UK58 (8 Wo.)UK | US95 Gold · (4 Wo.)US | Erstveröffentlichung: 28. Juni 2024 mit Sevdaliza & Pabllo Vittar |
| Folgende Lieder erschienen nicht als Single, wurden aber durch das Album zum Download und Streaming bereitgestellt und konnten somit eine Platzierung erlangen: |                            | | | | | | |                                                                   |
| |                            | | | | | | |                                                                   |
| 2019 | Nos Souvenirs Jok’travolta | FR— DiamantFR | — | — | — | — | — | Jok’air feat. Chilla & Yseult                                     |
| 2021 | Pause À Tous les Bâtards   | FR128 Gold · (3 Wo.)FR | — | — | — | — | — | mit Eddy de Pretto                                                |

## Auszeichnung für Musikverkäufe
| Goldene Schallplatte - Belgien - 2024: für die Single Alibi - Italien - 2024: für die Single Alibi - Spanien - 2024: für die Single Alibi | Platin-Schallplatte - Griechenland - 2024: für die Single Alibi |

Anmerkung: Auszeichnungen in Ländern aus den Charttabellen bzw. Chartboxen sind in ebendiesen zu finden.
| Land/RegionAuszeichnungen für Musikverkäufe (Land/Region, Auszeichnungen, Verkäufe, Quellen) | Gold     | Platin     | Diamant     | Verkäufe  | Quellen             |
| -------------------------------------------------------------------------------------------- | -------- | ---------- | ----------- | --------- | ------------------- |
| Belgien (BRMA)                                                                               | Gold1    | —          | —           | 20.000    | ultratop.be         |
| Frankreich (SNEP)                                                                            | Gold1    | Platin1    | 3× Diamant3 | 1.199.999 | snepmusique.com     |
| Griechenland (IFPI)                                                                          | —        | Platin1    | —           | 20.000    | Einzelnachweise     |
| Italien (FIMI)                                                                               | Gold1    | —          | —           | 50.000    | fimi.it             |
| Spanien (Promusicae)                                                                         | Gold1    | —          | —           | 30.000    | elportaldemusica.es |
| Vereinigte Staaten (RIAA)                                                                    | Gold1    | —          | —           | 500.000   | riaa.com            |
| Insgesamt                                                                                    | 5× Gold5 | 2× Platin2 | 3× Diamant3 |           |                     |